# Берёзовка (Республика Алтай)
Берёзовка — посёлок в Усть-Коксинском районе Республики Алтай России. Входит в состав Огнёвского сельского поселения.

## География
Расположен на левом берегу реки Катуни, при этом эксперты отмечают высокую вероятность проявления в районе посёлка чрезвычайных ситуаций, связанных с разрушением берега.

## Улицы
Согласно Классификатору адресов Российской Федерации в селе находятся 6 улиц:
- улица Забочная;
- улица Заречная;
- улица Комсомольская;
- улица Садовая;
- улица Советская;
- улица Совхозная.

## Население
| 2010 | 2011 | 2012 | 2013 | 2014 | 2015 | 2016 |
| ---- | ---- | ---- | ---- | ---- | ---- | ---- |
| 265  | ↗266 | ↘259 | ↘255 | ↗261 | ↘249 | ↘246 |